# Hebron (Teksas)
Hebron je gradić u američkoj saveznoj državi Teksas. Prema popisu stanovništva iz 2010. u njemu je živjelo 415 stanovnika.